# Jutrzenka (winorośl)
Jutrzenka – pierwsza przerobowa (do wyrobu wina) odmiana winorośli wyselekcjonowana w Polsce. Odmianę tę wyhodował w Jaśle w latach osiemdziesiątych XX wieku Roman Myśliwiec. Jest to krzyżówka  odmian SV 12-375 x pinot blanc.

## Charakterystyka winorośli
Wzrost krzewu średnio silny. Kwiaty obupłciowe (samopylne). Grona średniej wielkości o masie około 200 g w kształcie stożka, średnio zagęszczone. Jagody zielonożółte, kuliste lub lekko owalne o wymiarach 16 x 18 mm. Miąższ soczysty i słodki o silnym aromacie mięty i liści porzeczki, charakterystyczny dla tej odmiany.

## Fenologia
Dojrzewa wcześnie, w drugiej dekadzie września jako deserowa a w trzeciej dekadzie września jako przerobowa. Suma aktywnych temperatur 2550-2650 zależnie od stanowiska uprawy. W polskich warunkach klimatycznych pąki wytrzymują mrozy do -25 ºC.  Średnio odporna na choroby grzybowe.

## Cięcie
Dobrze owocuje przy średnim cięciu na 6-8 pąków.

## Wino
Charakterystyczne dla tej odmiany aromaty: świeżej mięty, liści porzeczki i białego pieprzu o podwyższonej kwasowości. Najczęściej do mieszania z innymi mało aromatycznymi odmianami win, oraz do wyrobu win likierowych. W corocznym konkursie „Galicyjski Konkurs Win” wina z odmiany jutrzenka otrzymują wysokie notowania.

## Rozpowszechnienie
Uprawiana w Polsce, ale spotykana już w kolekcjach i próbnych uprawach na Morawach, Słowacji i Anglii.